# كونتيننتال إكسبريس الرحلة 2574
كونتيننتال إكسبريس الرحلة 2574 طائرة إمبراير اي إم بي 120RT برازيليا التي تملكها شركة خطوط بريت الجوية بالنيابة عن كونتيننتال إكسبريس كانت تحمل علي متنها 11 راكبا و3 من أفراد الطاقم في رحلة طيران من لاريدو إلي هيوستن في 11 سبتمبر 1991 وهبطت بسرعة 520 كم/س من ارتفاع 24 ألف قدم (3 كيلومترات و100 متر) بالإضافة لقوة محركاتها الإثنين من طراز برات آند ويتني كندا بي دابليو 118 وأنفصل الجناح الأيسر عن الطائرة مسببة تحطم خرانات الوقود وأنفصل الذيل عن الطائرة مسببة تحطمها قرب الملكية الزراعية للأخوين كاري لاباي وكليفتون لاباي مسببة مقتل جميع الركاب والطاقم البالغ عددهم 14 شخصا من بينهم الكابتن براد باتريدج البالغ من العمر 29 عاما من مدينة كينغووود بولاية تكساس والمساعد أول كلينت رودوسوفاش البالغ من العمر 43 عاما من هيوستن وتسبب سرعة الطائرة بتدفق دم الركاب والطاقم للدماغ قبل التحطم مما أدي إلي فقدان الوعي وأنتشر الحطام علي مساحة 4 أميال (10 كيلومترات مربعة) وبعض الحطام سقط علي نهر كولورادو وأتصل كاري لاباي بالمساعدة وحاول كليفتون لاباي المساعدة وحدث انفجار ضخم عند الأصطدام وتسببت الحادثة بتغيير مجريات التحقيقات المستقبلية للمجلس الوطني لسلامة النقل وأرسلوا فريقا كاملا للتحقيق مكون من 12 شخصا وكان سبب الحادث هو فشل هيكلي للطائرة بسبب سوء الصيانة بسبب مسامير مفقودة بحافة التوجيه علي الجزء الأيسر من الموزان الأفقي.